# Fulgencio Yegros
Fulgencio Yegros y Franco de Torres y Penayo (Quyquyhó, febrero de 1780-Asunción, 17 de julio de 1821) fue un militar y político paraguayo, es considerado padre de la Patria de la nación junto con José Gaspar Rodríguez de Francia.
Yegros pertenecía a una de las familias más tradicionales de la provincia del Paraguay; su abuelo había sido incluso gobernador de la misma. Nació cerca de la aldea de Quyquyhó, en la estancia familiar Santa Bárbara, situada en el Departamento de Paraguarí (Paraguay), en febrero del año 1780. Era hijo del teniente coronel José Antonio Yegros y de María Ángela Franco de Torres. Fulgencio Yegros y Ledesma, gobernador del Paraguay (1764-1766) era su abuelo.
 
Se casó con Facunda Speratti y tuvo cuatro hijos.
Fue ejecutado tras querer derrocar a José Gaspar Rodríguez de Francia.

## Familia
La familia Yegros era originaria de España. Llegaron a América alrededor del año 1600. Su linaje es bastante largo y sigue hasta hoy en día. Tuvo 6 hermanos, de los cuales se destaca Antonio Tomás Yegros, otro prócer de la independencia de Paraguay.

## Trayectoria
En el año 1801, siendo alférez del Ejército español y uno de los pocos militares de carrera, integró la expedición enviada al norte de Portugal a reconquistar Coímbra de manos de los portugueses.
En 1806 participó activamente en la defensa de Buenos Aires durante las invasiones inglesas. Allí conoció a Fernando de la Mora y Juan Francisco Recalde, con quienes forjó amistad.
En 1810, Fulgencio Yegros había llegado al rango de capitán. Ese mismo año le fue encomendada la defensa de las costas del Paraná en la zona de Paso de Patria.
Después de la batalla de Paraguarí fue ascendido a teniente coronel. Pasaba por realista y luego de la desmovilización masiva ordenada por Velasco fue de los pocos que quedaron con mando de la tropa, siendo nombrado gobernador de las Misiones. Enterado el 19 de mayo de los movimientos en Asunción el 14, marchó hacia la capital llegando el 21 de ese mes. 
Era el militar de más prestigio y su liderazgo en el Ejército era indiscutido.

## La desilusión de Yegros
Al igual que otros próceres como Mariano Antonio Molas, Yegros sostuvo una posición favorable a la conformación de una confederación en la que estarían integrados el Paraguay, Corrientes, Uruguay, Entre Ríos, Santa Fe y Río Grande del Sur; de manera a enfrentar los afanes expansionistas tanto de Buenos Aires como de Río de Janeiro.[cita requerida]

## Conspiración y ejecución
Tras el breve experimento del consulado entre  Yegros y José Gaspar Rodríguez de Francia, este último logró concentrar el poder político al ser proclamado dictador supremo de la República en 1814, con atribuciones excepcionales y sin limitación temporal. A partir de entonces, Yegros —de formación principalmente militar y alejado de las intrigas del poder— se retiró de la vida pública y se asentó en su finca en el interior del país.
En 1820, un grupo de antiguos próceres de la independencia y sectores descontentos con el régimen autoritario de Francia organizaron una conspiración destinada a derrocarlo. Entre los implicados se encontraban varias figuras relevantes de la etapa revolucionaria, como Pedro Juan Caballero, Juan Manuel Iturbe Domínguez y el propio Yegros. Esta acción clandestina, conocida como la conspiración de 1820, fue rápidamente descubierta por la red de informantes del gobierno, lo que derivó en una dura represión.
Yegros fue arrestado, encarcelado en condiciones severas y sometido a un proceso sumario. El 17 de julio de 1821, fue ejecutado por orden directa del dictador Francia en Asunción, junto con otros implicados. Su muerte marcó el fin de una etapa en la historia paraguaya dominada por el protagonismo colectivo de los líderes de la independencia, consolidando el poder absoluto de Francia.
La ejecución de Yegros ha sido interpretada como un símbolo trágico de la transformación de la revolución en dictadura, y su figura ha sido posteriormente reivindicada como mártir de la independencia y víctima del autoritarismo.

## Honores
En 1891 en su honor se nombra a un pequeño pueblo en el Departamento de Caazapá, ubicado a 245 km de la capital del país, que curiosamente fue la primera ciudad planificada de Paraguay.